# Matoury
Matoury ist eine französische Gemeinde mit 35.551 Einwohnern (Stand 1. Januar 2022) im Übersee-Département Französisch-Guayana in Südamerika.

## Geografie und Verkehr
Matoury liegt nicht weit von der Atlantikküste entfernt, im Einzugsgebiet der Agglomeration der Hauptstadt und zugleich größten Stadt von Französisch-Guayana, Cayenne. Auf dem Gemeindegebiet befindet sich der einzige internationale Flughafen von Französisch-Guayana, der Aéroport international Félix Éboué (bis 2012 als Aéroport international de Rochambeau bekannt). Er liegt 13,5 km südwestlich von Cayenne. Es bestehen Straßenverbindungen nach Cayenne, Remire-Montjoly, Régina und Kourou.

## Bevölkerung
Mit 35.551 Einwohnern (1. Januar 2022) gehört Matoury zu den größten Gemeinden von Französisch-Guayana. In den letzten Jahren nahm die Bevölkerungszahl stark zu, dies vor allem dank der günstigen Lage in der Agglomeration von Cayenne. 1999 lag die Einwohnerzahl noch bei rund 18.000.

Haupteingang des Flughafens Rochambeau nahe Matoury, ca. 16 km von Cayenne
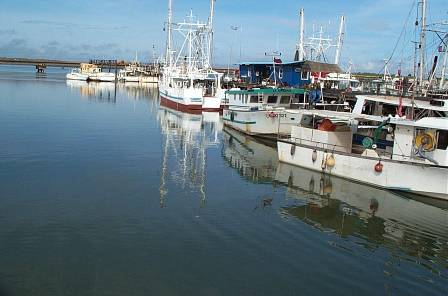
Hafen Larivot von Matoury
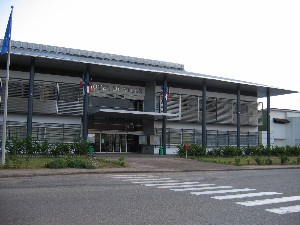
Rathaus von Matoury